# Żydzi w Indiach
Żydzi w Indiach – początki obecności Żydów w Indiach sięgają czasów starożytnych. Są oni tam obecni do dziś i stanowią mniej niż pół procent populacji. Trudno jednak dokładnie określić ich liczebność, ponieważ poszczególne gminy żydowskie bardzo się między sobą różnią i mają różne pochodzenie. Niektórzy przybyli do Indii w czasach królestwa Judei, inni uważają się za potomków jednego z dziesięciu zaginionych plemion izraelskich, które odłączyły się pod wodzą Jeroboama od Judy i założyły królestwo Izrael, a potem zostały uprowadzone w niewolę przez Asyryjczyków. Połowa populacji indyjskich Żydów zamieszkuje Manipur i Mizoram, a kolejna ćwierć – Mumbaj.
Judaizm był jedną z pierwszych religii pochodzenia nieindyjskiego, jakie pojawiły się w tym kraju. Społeczności żydowskie szybko jednak odeszły od ortodoksji i zaadaptowały się do lokalnych tradycji i zwyczajów. Wyznawcy judaizmu traktowani byli jako część społeczeństwa kastowego i nie byli dyskryminowani przez resztę mieszkańców Indii. Prześladowali ich jednak Portugalczycy w okresie swej dominacji w obszarze Goa.
Wyłączając współczesnych żydowskich migrantów, wyróżnia się pięć podstawowych grup żydowskich w Indiach:
- Żydzi z Koczinu(inne języki) – kupcy, którzy przybyli do Indii 2,5 tys. lat temu i osiedlili się w Koczinie,
- Bnej Izrael – osiedlili się w Maharasztrze 2,1 tys. lat temu,
- Żydzi bagdadzcy(inne języki) – przybyli do Mumbaju z Iraku, Iranu i Afganistanu oraz innych krajów arabskich ok. 250 lat temu,
- Bnej Menasze – członkowie plemion Kuki i Mizo z Manipuru i Mizoramu, którzy uważają się za potomków plemienia Manassesa[potrzebny przypis]. Są konwertytami – nawrócili się z chrześcijaństwa na judaizm pod koniec XX wieku. Posługują się językiem mizo i zamieszkują Mizoram, czyli indyjską część Półwyspu Indochińskiego. Większość z nich emigrowała do Izraela[1].
- Bnei Efraim(inne języki) – nazywani także „żydami teluskimi” z uwagi na używany język telugu, są obecni w Indiach od 1981 r., przez co władze Izraela i autorytety religijne nie uznają ich za żydów[1].